# Wimbledon 1979
De 93e editie van het Britse grandslamtoernooi, Wimbledon 1979, werd gehouden van maandag 25 juni tot en met zaterdag 7 juli 1979. Voor de vrouwen was het de 86e editie van het graskampioenschap. Het toernooi werd gespeeld bij de All England Lawn Tennis and Croquet Club in de wijk Wimbledon van de Britse hoofdstad Londen.
Billie Jean King won haar twintigste Wimbledon-titel (enkel/dubbel/gemengd) waarmee ze het record van Elizabeth Ryan brak. Een dag eerder (6 juli 1979) overleed Ryan.
Op de enige zondag tijdens het toernooi (Middle Sunday) werd traditioneel niet gespeeld.
Het toernooi van 1979 trok 343.091 toeschouwers.

## Belangrijkste uitslagen
Mannenenkelspel

Finale: Björn Borg (Zweden) won van Roscoe Tanner (VS) met 6-7, 6-1, 3-6, 6-3, 6-4
Vrouwenenkelspel

Finale: Martina Navrátilová (Tsjecho-Slowakije) won van Chris Evert (VS) met 6-4, 6-4
Mannendubbelspel

Finale: Peter Fleming (VS) en John McEnroe (VS) wonnen van Brian Gottfried (VS) en Raúl Ramírez (Mexico) met 4-6, 6-4, 6-2, 6-2
Vrouwendubbelspel

Finale: Billie Jean King (VS) en Martina Navrátilová (Tsjecho-Slowakije) wonnen van Betty Stöve (Nederland) en Wendy Turnbull (Australië) met 5-7, 6-3, 6-2 
Gemengd dubbelspel

Finale: Greer Stevens (Zuid-Afrika) en Bob Hewitt (Zuid-Afrika) wonnen van Betty Stöve (Nederland) en Frew McMillan (Zuid-Afrika) met 7-5, 7-6
Meisjesenkelspel

Finale: Mary-Lou Piatek (VS) won van Alycia Moulton (VS) met 6-1, 6-3
Jongensenkelspel

Finale: Ramesh Krishnan (India) won van Dave Siegler (VS) met 6-0, 6-2 
Dubbelspel bij de junioren werd voor het eerst in 1982 gespeeld.

## Toeschouwersaantallen en bezoekerscapaciteit
|           |        | Eerste week |         | Tweede week |
| --------- | ------ | ----------- | ------- | ----------- |
| Maandag   |        | 29.480      |         | 30.761      |
| Dinsdag   | 31.698 | 29.781      |         |             |
| Woensdag  | 38.291 | 22.903      |         |             |
| Donderdag | 37.107 | 21.581      |         |             |
| Vrijdag   | 35.820 | 18.056      |         |             |
| Zaterdag  | 29.449 | 18.164      |         |             |
| Zondag    | –      | –           |         |             |
| Totaal    |        | 343.091     | 343.091 | 343.091     |

| Baan                           | Zitplaatsen                    |                                | Baan                           | Zitplaatsen   |
| ------------------------------ | ------------------------------ | ------------------------------ | ------------------------------ | ------------- |
| Centre Court                   | 11.739                         |                                | Court No. 8                    | –             |
| Court No. 1                    | 5.100                          | Court No. 9                    | –                              |               |
| Court No. 2                    | 1.650                          | Court No. 10                   | –                              |               |
| Court No. 3                    | 800                            | Court No. 11                   | –                              |               |
| Court No. 4                    | –                              | Court No. 12                   | –                              |               |
| Court No. 5                    | –                              | Court No. 13                   | –                              |               |
| Court No. 6                    | 250                            | Court No. 14                   | 1.450                          |               |
| Court No. 7                    | 250                            |                                |                                |               |
| Totaal zitplaatsen             | Totaal zitplaatsen             | Totaal zitplaatsen             | Totaal zitplaatsen             | 21.239        |
|                                |                                |                                |                                |               |
| Bezoekerscapaciteit tennispark | Bezoekerscapaciteit tennispark | Bezoekerscapaciteit tennispark | Bezoekerscapaciteit tennispark | 31.000-32.000 |

1877 · 1878 · 1879 · 1880 · 1881 · 1882 · 1883 · 1884 · 1885 · 1886 · 1887 · 1888 · 1889 · 1890 · 1891 · 1892 · 1893 · 1894 · 1895 · 1896 · 1897 · 1898 · 1899 · 1900 · 1901 · 1902 · 1903 · 1904 · 1905 · 1906 · 1907 · 1908 · 1909 · 1910 · 1911 · 1912 · 1913 · 1914 · 1915–1918 · 1919 · 1920 · 1921 · 1922 · 1923 · 1924 · 1925 · 1926 · 1927 · 1928 · 1929 · 1930 · 1931 · 1932 · 1933 · 1934 · 1935 · 1936 · 1937 · 1938 · 1939 · 1940–1945 · 1946 · 1947 · 1948 · 1949 · 1950 · 1951 · 1952 · 1953 · 1954 · 1955 · 1956 · 1957 · 1958 · 1959 · 1960 · 1961 · 1962 · 1963 · 1964 · 1965 · 1966 · 1967
↓ open tijdperk ↓
1968 (m-v-md-vd-gd) · 1969 (m-v-md-vd-gd) · 1970 (m-v-md-vd-gd) · 1971 (m-v-md-vd-gd) · 1972 (m-v-md-vd-gd) · 1973 (m-v-md-vd-gd) · 1974 (m-v-md-vd-gd) · 1975 (m-v-md-vd-gd) · 1976 (m-v-md-vd-gd) · 1977 (m-v-md-vd-gd) · 1978 (m-v-md-vd-gd) · 1979 (m-v-md-vd-gd) · 1980 (m-v-md-vd-gd) · 1981 (m-v-md-vd-gd) · 1982 (m-v-md-vd-gd) · 1983 (m-v-md-vd-gd) · 1984 (m-v-md-vd-gd) · 1985 (m-v-md-vd-gd) · 1986 (m-v-md-vd-gd) · 1987 (m-v-md-vd-gd) · 1988 (m-v-md-vd-gd) · 1989 (m-v-md-vd-gd) · 1990 (m-v-md-vd-gd) · 1991 (m-v-md-vd-gd) · 1992 (m-v-md-vd-gd) · 1993 (m-v-md-vd-gd) · 1994 (m-v-md-vd-gd) · 1995 (m-v-md-vd-gd) · 1996 (m-v-md-vd-gd) · 1997 (m-v-md-vd-gd) · 1998 (m-v-md-vd-gd) · 1999 (m-v-md-vd-gd) · 2000 (m-v-md-vd-gd) · 2001 (m-v-md-vd-gd) · 2002 (m-v-md-vd-gd) · 2003 (m-v-md-vd-gd) · 2004 (m-v-md-vd-gd) · 2005 (m-v-md-vd-gd) · 2006 (m-v-md-vd-gd) · 2007 (m-v-md-vd-gd) · 2008 (m-v-md-vd-gd) · 2009 (m-v-md-vd-gd) · 2010 (m-v-md-vd-gd) · 2011 (m-v-md-vd-gd) · 2012 (m-v-md-vd-gd) · 2013 (m-v-md-vd-gd) · 2014 (m-v-md-vd-gd) · 2015 (m-v-md-vd-gd) · 2016 (m-v-md-vd-gd) · 2017 (m-v-md-vd-gd) · 2018 (m-v-md-vd-gd) · 2019 (m-v-md-vd-gd) · 2020 · 2021 (m-v-md-vd-gd) · 2022 (m-v-md-vd-gd) · 2023 (m-v-md-vd-gd) · 2024 (m-v-md-vd-gd)
Lijst van Wimbledonwinnaars · Toernooien per editie